# X-Morph: Defense
X-Morph: Defense est un jeu vidéo de type tower defense développé et édité par EXOR Studios, sorti en 2017 sur Windows, Nintendo Switch, PlayStation 4 et Xbox One.

## Accueil
- 4Players : 83 %[1]
- Canard PC : 8/10[2]
- Famitsu : 34/40[3]